# Ichneumon leucopis
Ichneumon leucopis là một loài tò vò trong họ Ichneumonidae.